# Nigramma kheili
Nigramma kheili är en fjärilsart som beskrevs av Arnold Pagenstecher 1885. Nigramma kheili ingår i släktet Nigramma och familjen nattflyn. Inga underarter finns listade i Catalogue of Life.